# Eduardo Brock
Eduardo Schroeder Brock, noto semplicemente come Eduardo Brock (Arroio do Meio, 6 maggio 1991), è un calciatore brasiliano, difensore dell'Avaí.

## Caratteristiche tecniche
È un difensore centrale.

## Carriera
Ha esordito in Série A il 19 luglio 2018 disputando con il Ceará l'incontro vinto 1-0 contro lo Sport Recife.

## Palmarès

### Club

#### Competizioni statali
- Campionato Goiano: 1

Goiás: 2018
- Campionato Catarinense: 1

Avaí: 2025

#### Competizioni regionali
- Copa do Nordeste: 1

Ceará: 2020

#### Competizioni nazionali
- Campeonato Brasileiro Série B: 1

Cruzeiro: 2022